# André Lluis
André Lluis (* 1910 in Béziers)  war ein französischer Jazzmusiker (Klarinette, auch Tenor- und Altsaxophon), der vor allem durch seine Zusammenarbeit mit Django Reinhardt in Erinnerung bleibt.
Lluis besuchte das Lycee Henri IV in Béziers und das Konservatorium in Toulouse, bevor er mit 18 Jahren nach Paris zog. Dort spielte er in den folgenden Jahren in Theatern wie dem Mogador, Bobino und Empire, außerdem in großen Casinos in Biarritz, Trouville und Deauville. Erste Aufnahmen entstanden 1938 bei Ray Ventura et ses Collegiens („Mama, I Wanna Make Rhythm“), mit dem er im selben Jahr auch in England tourte. Ab 1939 arbeitete er bei Gus Viseur, 1940 mit Sarane Ferret et le Swing Quintette de Paris und 1942 mit Yvonne Blanc et le Quintette Rythmique de Paris.
Nachdem Hubert Rostaing das Quintette du Hot Club de France verlassen hatte, wurde er (nach einer Phase ohne einen Klarinettisten) von Lluis abgelöst; bei manchen Titeln, wie etwa bei „Manoir de mes rêves“, spielte Lluis im Duo mit dem Klarinettisten Gérard Lévêque, der ihn schließlich 1943 ablöste. Am 17. Februar 1943 hatte Lluis Gelegenheit, bei einer Plattensession Django Reinhardts für das Label Swing mitzuwirken; aufgenommen wurden die vier Titel „Manoir de mes rêves“, „Oui“, „Douce ambiance“ und „Cavalerie“.
Im März 1943 spielte Lluis im Ensemble Swing Jo Reinhardt („Pam Pam“, „Zazou“), Noël Chiboust („Meli-Melo“), 1944 mit Eddie Barclay („Star Blues“). Nach Kriegsende spielte Lluis weiterhin mit Viseurs  Ensemble Musette und mit Chiboust; im Laufe seiner Karriere arbeitete er u. a. auch mit Charles Trenet, Edith Piaf und Yves Montand. Im Bereich des Jazz war er zwischen 1938 und 1953 an 32 Aufnahmesessions beteiligt.
Zuletzt war er Professor für Musik in Toulouse. Noch 2004 nahm er an lokalen Festivals teil.